# Csonu (televíziós sorozat, 2010)
Csonu (hangul: 전우, Csonu, handzsa: 戰友, RR: Jeonwoo, ’Bajtárs’), angol címén Comrades vagy Legend of the Patriots, egy koreai dorama, a hasonló című, 1975-ben készült sorozat, a Comrades 2010-ben újraforgatott változata.

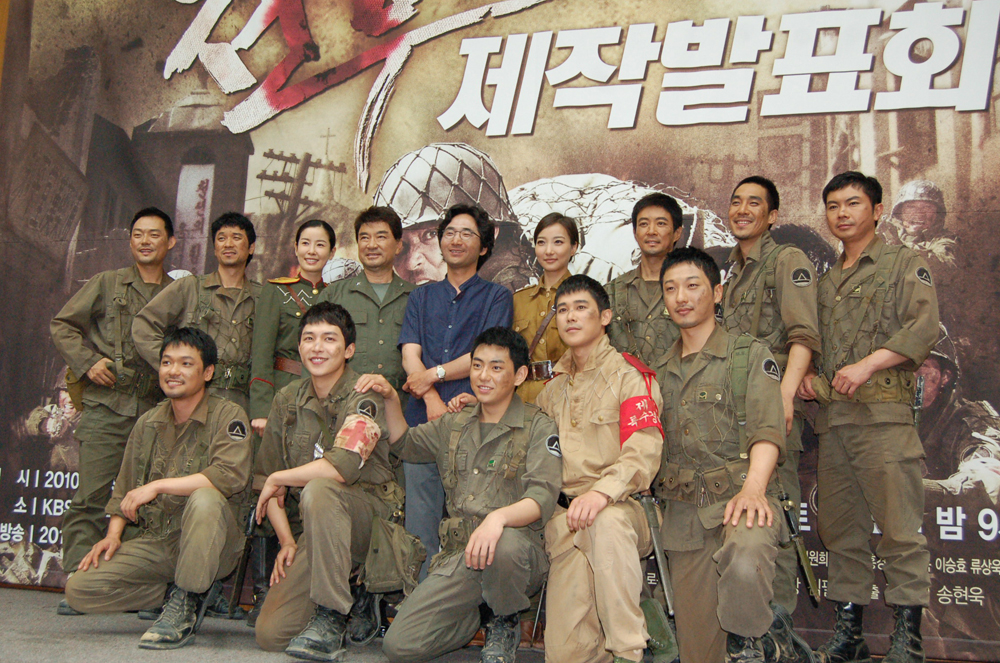
A szereplők csoportképe

A koreai háború kitörésének 60. évfordulójára készítették, és 2010 júniusában kezdték el sugározni a dél-koreai KBS televíziós csatornán. A sorozat tizenegy, a koreai háborúban harcoló katona történetét mutatja be.
A rendező, Kim Szanghi (Kim Sang-hwi) kihangsúlyozta, hogy a sorozat nem Észak- és Dél-Korea ideológiájára, hanem sokkal inkább a hadviselt emberek mindennapos küzdelmeire fókuszál.

## Szereplők

### Állami Hadsereg (Dél-Korea)
- Cshö Szudzsong (Choi Soo-jong) – I Hjondzsung (Lee Hyun-joong) őrmester szerepében
- Kim Röha (Kim Roi-ha) – Pak Ilgvon (Park Il-kwon) szerepében
- Im Vonhi (Im Won-hee) – Kim Dzsunbom (Kim Joon-beom) szerepében
- Pak Szanguk (Park Sang-wook) – Pek Szungdzsin (Baek Seung-jin) szerepében
- Nam Szongdzsin (Nam Sung-jin) – Jom Hadzsin (Yeom Ha-jin) szerepében
- Hong Gjongin (Hong Kyeong-in) – Jang Szanggil (Yang Sang-gil) szerepében
- Rju Szanguk (Ryoo Sang-wook) – Pak Csujong (Park Ju-yong) szerepében
- I Szunghjo (Lee Seung-hyo) – Csong Thekszu (Jeong Taek-su) szerepében
- An Jongdzsun (Ahn Yong-joon) – Kim Bomu (Kim Beom-woo) szerepében
- Csong Theu (Jung Tae-woo) – Cshon Szongil (Cheon Seong-il) szerepében
- I Dokhva (Lee Duk-hwa) – Pak Ung (Park Woong) tábornok szerepében
- I Dzsuszok (Lee Joo-suk) – Kim Dzsungszan (Kim Jung-san) szerepében
- I Cshejong (Lee Chae-young) – Cshö Danjong (Choi Dan-yeong) szerepében
- Ju Dain (Yoo Da-in) – ápoló szerepében
- Ko Inbom (Ko In-beom) – tüzérkapitány szerepében
- Ju Hjonggvan (Yoo Hyung-kwan) – tüzér szerepében
- I Vonbal (Lee Won-bal) – vezérkari főnök szerepében
- Kim Gjucshol (Kim Kyoo-chul) – zászlóalj parancsnok szerepében

### Néphadsereg (Észak-Korea)
- I Theran (Lee Tae-ran) – I Szugjong (Lee Su-gyeong) hadnagy szerepében
- Kim Mjongszu (Kim Myung-soo) – Cshon Jongthek (Cheon Yong-taek) őrmester szerepében
- Csong Hithe (Jung Hee-tae) – Voncshol (Woncheol) őrmester szerepében
- Kim Hjedzsin (Kim Hye-jin) – Jun Dzsongim (Yoon Jeong-lim) szerepében
- Pak Csholho (Park Chul-ho) – kényszermunkatábor őre szerepében
- Ju Theung (Yoo Tae-woong) – kényszermunkatábor őrszázadosa szerepében
- I Dzsongjong (Lee Jung-yong) – Néphadsereg dezertőre szerepében
- Cso Dzsevan (Cho Jae-wan) – rohamosztagos szerepében
- O Jong (Oh Yong) – állambiztonsági ügynök szerepében
- Meng Szecshang (Maeng Se-chang) – Kvon Oszong (Kwon Oh-seong) szerepében
- Cson Ingnjong (Jun Ik-ryung) – 2. számú mesterlövész szerepében

### Gerillák
- I Inhje (Lee In-hye) – Dzsonghva (Jeong-hwa) szerepében
- Ho Dzseho (Heo Jae-ho) – Kangcshil (Kang-chil) szerepében
- I Dero (Lee Dae-ro) – Tesik (Tae-shik) szerepében
- Kang Szongha (Kang Sung-ha) – Cshonju (Chun-yoo) szerepében
- Cshö Gonho (Choi Geon-ho) – gerilla lövész szerepében

### Civilek
- Pak Cshiljong (Park Chil-yong) – Kvon Oszong (Kwon Oh-seong) édesapja szerepében
- Pak Szuncshon (Park Soon-chun) – Kvon Oszong (Kwon Oh-seong) édesanyja szerepében

## Történet
|  | Alább a cselekmény részletei következnek! |

A sorozat története 1950. október elsején kezdődik, a dél-koreaiak átkelnek a 38. szélességi fokon, miközben az ENSZ repülőgépei Észak-Korea fővárosát, Phenjant bombázzák. A Koreai Néphadsereg (KN) elkezd kihátrálni a városból. I Hjondzsung (Lee Hyun-joong) őrmester (Cshö Szudzsong (Choi Soo-jong)) csapata élén bevonul a fővárosba, amit nem sokkal később az Állami Hadsereg (ÁH) el is foglal. Pak Ung (Park Woong) dandártábornok (I Dokhva (Lee Duk-hwa)) feladata, hogy megszervezze a kommunista fellegvár bevételét. Eközben, a KN egyik hadnagya, I Szugjong (Lee Soo-kyung) (I Theran (Lee Tae-ran)) és őrmestere Cshon Jongthek (Cheon Yong-taek) (Kim Mjongszu (Kim Myung-soo)) menekvésnek indul a széttördelt kommunista hadsereggel, és egyesítik erőiket a kínai katonák egyre növekvő csoportjával. I Szugjong (Lee Soo-kyung) hadnagy korábban viszonyban volt I Hjondzsung (Lee Hyun-joong) őrmesterrel, de az ideológiai különbségek miatt különváltak útjaik.
I (Lee) őrmester első osztaga, az Eagle Company „otthon” pihen, amikor a déli katonák megtudják, hogy feléjük tart a Népi Felszabadító Hadsereg. A lövészárkok és erődítmények révén egy ideig sikeresen ellenállnak a milliósra duzzadt kommunista armadának, de elfogy a lőszer, így menekülésre kényszerülnek a főszereplők. Hamarosan hasonló indokból az egész dél-koreai haderő visszavonul (és velük együtt angolszász szövetségeik is, holott őket nem mutatják a sorozatban, csak néha bukkan fel egy-egy katona), mivel a kínai önkéntesek felülkerekednek rajtuk.
A sorozat mellékszálakon fut tovább, így szemtanúi lehetünk Pak (Park) tábornok megmentésének, akit egy dezertőr dél-koreai katona, Cshon Szongil (Cheon Seong-il) (Csong Theu (Jung Tae-woo)) ejtett korábban foglyul. I (Lee) őrmester és az újonnan előléptetett I (Lee) százados egy konfliktus során farkasszemet néz egymással, és egyértelművé válik, hogy egymás iránti érzelmeik még mindig olyan erősek, hogy még az egymás elleni harc sem tudta elnyomni azt. Szongil (Seong-il) bekerül a KN katonái közé. Hamarosan elnyeri névrokona, Cshon Jongthek (Cheon Yong-taek) őrmester rokonszenvét, aki szárnyai alá veszi a fiatal, ijedt katonát. I (Lee) őrmester osztaga váratlanul kommunistaellenes szabadcsapatokkal találkozik, akik megmentik őket a járőröző kínaiaktól, majd összeszedik erőiket a gerillák rejtekhelyén, a Phungszan (Poongsan) nevet viselő hegyen. Itt találkoznak a gerillák vezérének menyével, Dzsonghvával (Junghwa-val) (I Inhje (Lee In Hye)). I (Lee) őrmester és katonái a gerillák vendégszeretetét élvezik, majd Pak (Park) tábornok megmentése után a fáradt, megviselt katonák végre hazatérhetnek a támaszpontra.
I (Lee) észak-koreai századost felettesei megfenyítik, amiért hagyta megszökni a dél-koreai katonai vezérkar egyik kulcsfontosságú emberét, Pak (Park) tábornokot, és lefokozzák: ismét hadnagy lesz. Jongthek (Yong-taek) őrmester komorc arca mögötti embersége elkezd megmutatkozni, amikor elkezdi egyengetni Szongil (Seong-il) útját, és lovagias magatartást képvisel még ellenségeivel szemben is. Ez a súlyos ellentét közte, és alárendeltje, Voncshol (Woncheol) őrmester között, aki vele szemben megveri gyávasága miatt Szongil (Seong-il)t, és nyíltan beszél I (Lee) százados iránt érzett gyanújáról, miszerint a nő az ellenségnek dolgozik. Voncshol (Woncheol) gyűlölete gyakorlatilag azon alapszik, hogy két testvérét is dél-koreai katonák ölték meg. A kommunisták speciális osztaga azt a parancsot kapja, hogy lőjjenek le minden észak-koreai és kínai dezertőrt; Szongil (Seong-il) még jobban megundorodik a háborútól.
Pak (Park) tábornok arra kényszerül, hogy megmentőit ismét az ellenséges vonalak mögé küldje. Kiderül, hogy a tábor, ahol fogva tartották, igazából a kommunisták lőszer- és üzemanyagraktára. Az Eagle Company ismerte a területet. Azt a parancsot kapják, hogy kísérjenek el egy dél-koreai tengerészgyalogost, és fedezzék, amíg szabotálja az ellenséges utánpótláspontot, ugyanakkor Jang Szanggil (Yang Sang-gil) közlegény (Hong Gjongin (Hong Kyoung-in)) elhagyja őrhelyét, hogy megtalálja édesanyját, aki az egyik út menti faluban él. A csapat elkésik egy északiakkal vívott kisebb tűzharc miatt, és emiatt nem tudnak találkozni a tengerészgyalogosokkal. Emiatt a tengerészek egyedül szállnak partra, és valamennyit megölik az északi partvédők. Egyedül Cshö Danjong (Choi Dan-young) közlegény (I Cshejong (Lee Chae-young)) éli túl, egy rendíthetetlen, és gyönyörű női  katona, aki bujkálásnak indul nővére és katonatársa halála után.
Következményként I (Lee) őrmester csapatát letartóztatják és ki akarják végezni őket fegyelemsértés vádjával. Egyedül Pak (Park) tábornok időszerű beavatkozása menti meg őket, kibújhatnak a halálbüntetés alól, ha elvégzik a szabotálást ők maguk. Halottnak kell tekinteni önmagukat amíg nem pusztítják el az utánpótlásraktárat. Ismét behatolva az ellenséges területre ismét igénybe veszik Dzsonghva (Jung-hwa) és csapata támogatását, de a legtöbb gerillát az északiak Voncshol (Woncheol) parancsára lemészárolják, és támaszpontjukat lerombolják. Cshon Szongil (Cheon Seong-il) elkülönül elvtársaitól, és korábbi katonatársai elől bujkál, de azok végtére is rábukkannak, és undorodni kezdenek, amikor meglátják hogy északi egyenruhában van. Életét ugyanakkor meghagyják, mert segített a gerilla gyermekeknek elrejtőzni és túlélni a pincében, anélkül hogy az északiak rájuk találtak volna. Az Eagle Company felveszi az északiakkal a kapcsolatot, és elcserélik Szongil (Seong-il)t az északiak foglyára, Jang Szangil (Yang Sang-il)ra, akit küldetésre végrehajtása közben fogtak el a KN katonái. Végtére I (Lee) őrmestert és Cshö (Choi) közlegényt foglyul ejtik, de megmenekülnek, és teljesítik megbízatásukat. Közelharc során Cshö Danjong (Choi Dan-young) találatot kap, és meghal I (Lee) hadnagy által, de utolsó mozdulatával begyújtja a padlóra szórt puskaport, ami berobbantja az egész helységet. I (Lee) hadnagy bennreked a robbanások közt, míg I (Lee) őrmester csak szemtanúként szolgálhat a felrobbanó muníciók mellett. A robbanás hallatán Jongthek (Yong-taek) és Szongil (Seong-il) visszatér a támaszpontra, és kétségbeesetten keresni kezdik I (Lee) hadnagyot, akit meg is találnak, nekik köszönheti hogy harmadfokú égési sérülésekkel ugyan, de túléli a katasztrófát.
I (Lee) őrmester csapata különválik, és az észak-koreaiak fogságába esik, akik egy kényszermunkatáborba küldik őket. A tábort egy államügynök kisasszony vezeti, Jun Dzsongin (Yoon Jeong-in), aki saját kénye-kedve szerint manipulálja foglyait. I Hjondzsung (Lee Hyun-joong) szintén megadja magát az északiaknak, abban a reményben, hogy foglyul esett embereivel együtt kiszabadulnak. I (Lee) őrmester jobb keze, Pak Ilgvon (Park Il-kwon) őrmester (Kim Röha (Kim Roi-ha)) megbízatást kap, kinevezik az úgynevezett „autonóm osztag” (a Kapo koreai megfelelője) vezetőjének, és arra kényszerítik, hogy játssza el az áruló szerepét. A munkatábor vezetősége így akarja egymás ellen hergelni a déli foglyokat, a korábbi bajtársainak egy része megvetést tanúsít Pak (Park) őrmesterrel szemben, de I (Lee) őrmester meg van győződve róla, hogy pusztán rákényszerítették. A tábor vezetői vérre menő ökölvívó mérkőzéseket rendeznek a foglyok között, elsősorban a saját szórakoztatásukra. Eközben, Pak Csujong (Park Joo-yong) közlegény (Rju Szanguk (Ryu Sang-wook)), az első osztag orvosa északi színekben debütál, és tudásával hasznát veszik újdonsült katonatársai. Egyszer összeér tekintete Pak (Park) és I (Lee) őrmesterekkel és búcsút int nekik.
Az utolsó kettő, még szabadlábon lévő katona, Kim Bomu (Kim Beom-woo) (An Jongdzsun (Ahn Yong-joon)) és Csong Thekszu (Jeong Taek-su) közlegény (I Szunghjo (Lee Seung-hyo)) azon gondolkoznak, hogyan szabadíthatnák ki munkatáborban raboskodó csapattársaikat. A tábor igazgatónője megpróbálja rávenni I Hjondzsung (Lee Hyun-joong) őrmestert, hogy álljon át az északiakhoz. A katona úgy is tesz, mint aki átállna, de csak a csapattársai sorsa végett, hátha így ki tudja juttatni őket. A katona egy ízben emlékezteti a főnöknőt: „A háború nem csak egy játék, ahol legyilkolsz mindenkit. Az igazi küzdelem arról szól, hogy ember maradj, még úgy is, hogy fegyver van nálad.” Néhány ENSZ-hadifogollyal közösen az Államhadsereg katonái szökést terveznek. A bebörtönzött KN katonáknak a táborvezetők szabadságot ígérnek, ha megölik a dél-koreai folgyokat, de később rájönnek, hogy átverték őket, így összefognak azokkal, és közösen szöknek meg.
A frissen szökött hadifoglyok különválnak, a déliek (északi egyenruhába öltözve) a frontvonal felé veszik az irányt. I Szugjong (Lee Soo-kyung) hadnagy épp ekkor járőrözik az egyik hegységben, és egy jól célzott lövéssel eltalálja Csong Thekszu (Jeong Taek-su) közlegényt, pontosabban a gerincét, aki egy életre lebénul deréktól lefele. Mikor visszaérnek a barátságos vonalak mögé, letépik vörös jelzéseiket, és fehér zászlót lobogtatnak. Az ÁH katonái azonnali megállásra szólítják fel a csapatot, és elvezetik őket. Csong (Jeong) közlegényt azonnal a kórházba viszik, míg a többieket (Pak Csujong (Park Joo-yong) közlegényt leszámítva, aki már az északiak szanitéce) fogdába viszik, kivallatni őket, attól félve, hogy a kommunizmussal szimpatizál némelyikük. Mint a legtöbb vallatásnál, az első osztag katonáinak semmi légteret nem hagynak, és folyamatosan azzal fenyegetik őket, ha nem vallanak, ki fogják végezni őket. I Hjondzsung (Lee Hyun-joong) a helyzetet látva (a vallató legnagyobb megdöbbenésére) azt vallja, hogy kommunista, és Észak-Koreának dolgozik. Pak Ung (Park Woong) tábornok ismét beavatkozik, és megmenti a csapatot a haláltól. A katonákat szabadon engedik, és valahányat előléptetik.
Az első osztag ismét az Eagle Company részeként veti be magát a harcokba, és egy hidat kell megvédeniük minden áron. I (Lee) hadnagy KN zászlóalja kapta azt parancsként, hogy foglalják el a hidat. Jongthek (Yong-taek) őrmester és Szongil (Seong-il) közlegény szintén a helyszínen vannak, akárcsak Voncshol (Woncheol). Újabb leszámolás kezdődik, Pak Ilgvon (Park Il-kwon) őrmester egy felderítő hadművelet során látomásokat tapasztal, és túl sokáig tartózkodik egy helyen. I Szugjong (Lee Soo-kyung) hadnagy végez vele, és néhány társával. Jongthek (Yong-taek) emberei megpróbálják elfoglalni a hidat, de sorra lekaszálják őket. A két Korea katonái addig lövik egymást, amíg mindkét fél ki nem merül. Bomu (Beom-woo) közlegény fogságba esik, akik átadják Voncshol (Woncheol)nak. Az amúgy is lobbanékony természetű északi katona értesül arról hogy az utolsó élő testvére is elhunyt a háborúban, így elönti a bosszúvágy, és elégtételt akar. A fegyvernyugvás közepette, kezeiben Bomu (Beom-woo)-val, akinek a nyakához egy kést szorít, elindul a hídon. Jongthek (Yong-taek) könyörögve kéri, hogy ne tegye, és forduljon vissza. Voncshol (Woncheol), akinek már elborult az elméje kárörvendően kivégzi a pórul járt, felettesének sírva könyörgő tizenéves dél-koreai katonát. Lőszer nélkül a dél-koreaiak tehetetlenek. Kim Dzsongszan (Kim Jong-san) hadnagy, a második hadtest vezetője közelharcban nekitámad Voncshol (Woncheol)nak, és megöli. A két harcban álló fél ezután egymásnak ront követve a két katona példáját. Vérfürdőt rendeznek az amúgy évszázadokig igenis nyugodt helyszínen. Cshon Szongil (Cheon Song-il) besokall, és a levegőbe lő – mivel ő senkire sem tüzelt, neki maradt lőszere, és teli tárakkal van felszerelve. Közli az egymást lekéselő katonákkal, ha nem hagyják abba a harcot, mindenkit lelő. Az egymással harcoló katonák csupán azt tudják felhozni indoknak, hogy „de hiszen háborúban állunk”. Ekkor érkezik meg a déli erősítés, és az északiak visszavonulnak. Eközben Pak (Park) közlegény, aki az északi hadsereg orvosa lett, lekezel egy sérült déli katonát, aki bár halálán van, lelövi a segítőkész ellenfelét. Az északi nem reagálja le, befejezi gyilkosának bekötözését, mielőtt a saját sebeivel foglalkozna. Észak-koreai egyenruhában hal meg.
Az első osztagot visszaküldik, hogy ismét ellássák magukat lőszerrel. Jongthek (Yong-taek) elengedi a hadkötelezettség alól Szongil (Seong-il)t. Egy észak-koreai tábornok megadja magát, és az Eagle Company feladata a kommunista vezetőt elkísérni a dél-koreaiak által ellenőrzött területekhez. I (Lee) hadnagy magával viszi egy szintén mesterlövész társát, hogy megöljék az áruló tábornokot. Miközben rá vadásznak, megölik Pek (Baek) őrmestert (Pak Szanguk (Park Sang-wook)) is, az első osztag tagja felettese, I Hjondzsung (Lee Hyun-joong) őrmester karjaiban hal meg. Utolsó szavaival figyelmezteti I (Lee)-t, hogy az a nő ölte meg, utalva I Szugjong (Lee Soo-kyung)-ra. Cshon Szongil (Cheon Seong-il) civilnek próbálja álcázni magát, de eluralkodik rajta a paranoia, és gyanús viselkedése miatt elfogják a dél-koreaiak. Pak (Park) tábornok felajánlja neki, ha visszatér a frontvonalra déli egyenruhában, megbocsát neki. Ellenkező esetben viszont árulás vádjával hadbíróság elé kell állnia. Ezt Szongil (Seong-il) elutasítja, mondván, hogy ő nem akar háborúzni, csak nyugodt életet akar élni, és magabiztosan kisétál a katonai támaszpont kapuján. Pár percig élvezheti csak a szabadságot, mert a katonai rendőrség elkapja, és a vesztőhelyre viszi. Az első osztagot bízzák meg a kivégzéssel, akik azonnal felismerik Szongil (Seong-il)t. I (Lee) őrmester teljesíti a parancsot, és kivégzi az árulót. I Hjondzsung (Lee Hyun-joong) ezután átöleli a halott Szongil (Seong-il)t, egykori harcostársát, és könnyekben fakad ki.
A második szakaszt a mesterlövészek kiiktatására utasítják, és az első osztag megmaradt embereiből lett tizedesek saját osztagaikat irányítják. I (Lee) hadnagy mesterlövész, és társa egyesével szedi le a délieket. Végtére bekerítik a két északi katonanőt, és megölik őket.I Hjondzsung (Lee Hyun-joong) karjaiba veszi még egyszer utoljára szerelmét, aki súlyos sérültként könyörög neki, hogy ölje meg őt, mert nem akar déli fogságba kerülni. A déli katona habozik, de I Szugjong (Lee Soo-kyung) fenyegetően felemeli puskáját, így I (Lee) őrmester elsüti fegyverét, és véget vet a nő életének, majd sírva visszacipeli szerelme holttestét, és megkéri, hogy hadd égethesse el, mint a dél-koreai hősi halottakat szokták. Először megtagadják ezt, de végül megengedik neki.
I Hjondzsung (Lee Hyun-joong)ot főtörzsmesterré léptetik elő, és megkapja a Koreai Köztársaság legnagyobb kitüntetését. Az osztag többi tagja (a lemészárolt tengerészgyalogosokkal együtt) szintén megkapja, posztumusz. I (Lee) főtörzsőrmester ismét a frontra indul, ezúttal az újoncokkal, hogy részt vegyenek a 38. szélességi fok körüli állóháborúban, aminek majd a fegyverszünet vet véget csak. A sorozat úgy ér véget, hogy nem ejt szót arról, hogyan alakult később I Hjondzsung (Lee Hyun-joong) főtörzsőrmester sorsa.
|  | Itt a vége a cselekmény részletezésének! |

## További szócikkek
- Koreai háború
- Comrades (1975)